# Corey Kispert
Corey James Kispert (Washington, 3 de março de 1999) é um jogador norte-americano de basquete profissional que atualmente joga no Washington Wizards da National Basketball Association (NBA).
Ele jogou basquete universitário na Universidade de Gonzaga e foi selecionado pelos Wizards como a 15º escolha geral no draft da NBA de 2021.

## Carreira no ensino médio
Kispert cresceu em Edmonds, Washington e estudou na King's High School. Em seu terceiro ano, ele teve médias de 23,9 pontos, 6,8 rebotes, 3,4 assistências e 2,3 roubos de bola e levou o time ao seu segundo título estadual consecutivo e foi nomeado o MVP do Campeonato Estadual. Classificado como um recruta de quatro estrelas, Kispert se comprometeu a jogar basquete universitário na Universidade de Gonzaga. Ele tinha média de 25 pontos durante seu último ano antes de quebrar o pé em fevereiro.
Em 2021, Kispert disse que o técnico da Virgínia, Tony Bennett, disse que "precisava ver ele jogar mais contra os principais competidores antes de decidir se poderia jogar na Virgínia". Virginia recrutou Kispert, mas não lhe ofereceu uma bolsa de estudos antes dele se comprometer com Gonzaga.

## Carreira universitária
Como calouro, Kispert disputou todos os 35 jogos e teve médias de 6,7 pontos e 3,2 rebotes. Ele se tornou titular da equipe em sua segunda temporada e teve médias de 8,0 pontos e 4,1 rebotes.
Kispert entrou em sua terceira temporada como o único titular que retornou a Gonzaga. Depois de marcar menos de cinco pontos em seus três jogos anteriores, Kispert marcou 28 pontos em 28 de novembro de 2019 contra Mississippi Southern na rodada de abertura do Battle 4 Atlantis. Ele marcou 26 pontos contra a Carolina do Norte em uma vitória de 94-81. No final da temporada regular, Kispert foi nomeado para a Primeira-Equipe da Conferência West Coast com média de 13,9 pontos. Após a temporada, ele se declarou para o draft da NBA de 2020 mas não contratou um agente. Kispert finalmente decidiu retornar para sua última temporada em 3 de agosto.
Em sua última temporada, Kispert marcou seu milésimo ponto na carreira como parte de um desempenho de 23 pontos na vitória por 102–90 contra Kansas. Em 26 de dezembro de 2020, ele marcou 32 pontos, o recorde de sua carreira, em uma vitória por 98-75 contra Virgínia. Ele levou Gonzaga a um recorde de 31-1, sua única derrota vindo contra Baylor na Final do Torneio da NCAA. Kispert foi eleito Jogador do Ano da WCC e ganhou o Prêmio Julius Erving como o melhor Ala do país. Nessa temporada, ele teve médias de 18,6 pontos e 5,0 rebotes.

## Carreira profissional

### Washington Wizards (2021–Presente)
Em 29 de julho de 2021, Kispert foi selecionado pelo Washington Wizards como a 15ª escolha geral no Draft da NBA de 2021. Em 4 de agosto de 2021, ele assinou um contrato de 4 anos e US$16.3 milhões com os Wizards.
Em 22 de outubro, Kispert fez sua estreia na NBA e marcou dois pontos em uma vitória de 135–134 na prorrogação sobre o Indiana Pacers. Em 27 de março de 2022, ele marcou 25 pontos, o recorde da carreira, em uma vitória de 123–115 sobre o Golden State Warriors. Kispert jogou em 77 jogos, sendo titular em 36, durante sua temporada de novato com média de 8,2 pontos.
Em 21 de outubro de 2024, Kispert e os Wizards concordaram com uma extensão de contrato de quatro anos e US$ 54 milhões.

## Estatísticas da carreira

### NBA

#### Temporada regular
| Ano      | Equipe     | PJ  | PT  | MPJ  | AP   | 3P   | LL   | RT  | AS  | BR | TO | PPJ  |
| -------- | ---------- | --- | --- | ---- | ---- | ---- | ---- | --- | --- | -- | -- | ---- |
| 2021–22  | Washington | 77  | 36  | 23.4 | .455 | .350 | .871 | 2.7 | 1.1 | .5 | .3 | 8.2  |
| 2022–23  | Washington | 74  | 45  | 28.3 | .497 | .424 | .852 | 2.8 | 1.2 | .4 | .1 | 11.1 |
| 2023–24  | Washington | 80  | 22  | 25.8 | .486 | .383 | .726 | 2.8 | 2.0 | .5 | .2 | 13.4 |
| Carreira | Carreira   | 231 | 103 | 25.8 | .479 | .385 | .816 | 2.7 | 1.4 | .4 | .2 | 10.8 |

### Universitário
| Ano      | Equipe   | PJ  | PT  | MPJ  | AP   | 3P   | LL   | RT  | AS  | BR | TO | PPJ  |
| -------- | -------- | --- | --- | ---- | ---- | ---- | ---- | --- | --- | -- | -- | ---- |
| 2017–18  | Gonzaga  | 35  | 7   | 19.4 | .460 | .351 | .667 | 3.2 | .7  | .3 | .2 | 6.7  |
| 2018–19  | Gonzaga  | 37  | 36  | 26.1 | .437 | .374 | .875 | 4.1 | 1.0 | .6 | .5 | 8.0  |
| 2019–20  | Gonzaga  | 33  | 33  | 33.0 | .474 | .438 | .810 | 4.0 | 2.1 | .9 | .4 | 13.9 |
| 2020–21  | Gonzaga  | 32  | 32  | 31.8 | .529 | .440 | .878 | 5.0 | 1.8 | .9 | .4 | 18.6 |
| Carreira | Carreira | 137 | 108 | 27.5 | .475 | .400 | .807 | 4.0 | 1.4 | .6 | .3 | 11.8 |

Fonte: